# Otto Ohm (album)
Otto Ohm è il primo album omonimo in studio degli Otto Ohm, pubblicato nel 2000.

## Tracce
1. Voltare pagina
2. Crepuscolaria
3. Amore al terzo piano
4. Caramelle
5. Telecomando
6. Tu sei
7. Non perdiamoci di vista
8. Qualcosa di più
9. Angeli franki
10. Nero
11. Brucia Babilonia
12. Argilla